# La Place des Cordeliers à Lyon
La Place des Cordeliers à Lyon és una pel·lícula de curtmetratge documental muda en blanc i negre francesa del 1895 dirigida i produïda per Louis Lumière.
La pel·lícula va formar part de la primera presentació comercial de la Lumière Cinématographe el 28 de desembre de 1895 al Salon Indien, Grand Café, 14 Boulevard des Capuchins, París.

## Producció
Aquest curt documental es va rodar a la Place des Cordeliers, Lió, Roine, Roine-Alps, França. Va ser filmada mitjançant el cinematògraf, una càmera tot en un, que també serveix com a projector i desenvolupador de pel·lícules. Com amb totes les primeres pel·lícules de Lumière, aquesta pel·lícula es va fer en un format de 35 mm amb una relació d'aspecte d'1,33:1.

## Argument
La pel·lícula no té argument com a tal sinó que és una càmera estacionària situada a la Place des Cordeliers de Lió. La càmera observa el trànsit que passa pel carrer, inclosa la gent que camina i uns quants cavalls tirant de carruatges.

## Estat actual
El metratge existent d'aquesta pel·lícula es va editar a The Lumière Brothers' First Films publicada el 1996.